# Körslaget 2010
Körslaget 2010 var den fjärde säsongen av TV4:s underhållningsprogram Körslaget och startade 20 mars 2010. Finalen ägde rum 1 maj 2010 och vinnare blev Team Moraeus. En nyhet den här säsongen var att Gabriel Forss kommenterade varje framförande. För första gången var det också en kör som leddes av två, Team Rongedal. Det var den andra säsongen som sändes i TV4 HD.[källa behövs] Utbrottet den 14 april på Eyjafjallajökull orsakade att Gabriel Forss inte kunde medverka i det femte programmet, då han befann sig i Portugal.
I det andra programmet fick Forssell först fel besked, som fick henne att säga att Team Rongedal åkte ut. Men lite senare korrigerades det, och Forsell sa sen att det var Team Gyllenhammar som åkte ut. Finalen skulle haft gästbesök av Tommy Körberg men det ställdes in.

## Tävlande[3][4]
- Niklas Strömstedt med en kör från Växjö. Färg: Lila
- Marie Picasso med en kör från Västerås. Färg: Rosa
- Morgan "Mojje" Johansson med en kör från Visby. Färg: Orange
- Kalle Moraeus med en kör från Orsa.  Färg: Röd
- Linda Sundblad  med en kör från Lidköping. Färg: Guld
- Ralf Gyllenhammar med en kör från Mölnlycke. Färg: Silver
- Rongedal med en kör från Karlstad. Färg: Blå

### Program 1
Sändes den 20 mars 2010.
1. Team Rongedal - This love (Maroon 5)
2. Team Mojje - I gotta feeling (Black Eyed Peas)
3. Team Picasso - We built this city (Starship)
4. Team Strömstedt  - God only knows (Beach boys)
5. Team Sundblad - Wannabe (Spice Girls)
6. Team Gyllenhammar - Fox on the run (Sweet)
7. Team Moraeus - Jag såg i öster (Folkmusik)

#### Resultat
Listar nedan den kör som erhöll flest antal tittarröster.
| Flest antal tittarröster |
| Team Moraeus             |

Listar nedan de två körer som erhöll minst antal tittarröster.
Observera att ingen kör tvingades lämna programmet i detta första program.
| Lägst antal tittarröster |                 |
| Team Sundblad            | Team Strömstedt |

### Program 2
Sändes den 27 mars 2010.
1. Team Picasso - Proud Mary (Tina Turner)
2. Team Strömstedt  - Turn, turn, turn (The Byrds)
3. Team Gyllenhammar - I love it loud (Kizz)
4. Team Sundblad - Girls just wanna have fun (Cindy Lauper)
5. Team Mojje - Fireflies (Owl City)
6. Team Moraeus - Klinga mina klockor (Benny Andersson)
7. Team Rongedal - Somebody to love (Queen)

#### Resultat
Listar nedan de 2 körer som erhöll minst antal tittarröster.

Den av dessa två körer som är markerad med mörkgrå färg är den kör som efter detta moment tvingats lämna programmet.
| Lägst antal tittarröster |               |
| Team Gyllenhammar        | Team Rongedal |

### Program 3
Sändes den 3 april 2010.
1. Team Strömstedt - Om (Niklas Strömstedt)
2. Team Sundblad - Let's Dance (Linda Sundblad)
3. Team Rongedal - Just a minute (Rongedal)
4. Team Moraeus - Underbart (Kalle Moraeus)
5. Team Picasso - This moment (Marie Picasso)
6. Team Mojje - Var ligger landet där man böjer bananerna (Mojje)

#### Resultat
Listar nedan de 2 körer som erhöll minst antal tittarröster.

Den av dessa två körer som är markerad med mörkgrå färg är den kör som efter detta moment tvingats lämna programmet.
| Lägst antal tittarröster |              |
| Team Sundblad            | Team Picasso |

### Program 4
Sändes den 10 april 2010.
Låt 1:
1. Team Moraeus - Fait accomplit (BAO)
2. Team Mojje - Keep on walking (Salem Al Fakir)
3. Team Picasso - They don't care about us (Michael Jackson)
4. Team Rongedal - Take a chance on me (Abba)
5. Team Strömstedt - Wake me up before you go-go (Wham!)

Låt 2:
1. Team Moraeus - Down by the riverside (Etta James)
2. Team Mojje - Joyful, joyful (Lauren Hill)
3. Team Picasso - Lean on me (Bill Withers)
4. Team Rongedal - Freedom (George Michael)
5. Team Strömstedt - Oh happy day (Edwin Hawkins Singers)

#### Resultat
Listar nedan de 2 körer som erhöll minst antal tittarröster.

Den av dessa två körer som är markerad med mörkgrå färg är den kör som efter detta moment tvingats lämna programmet.
| Lägst antal tittarröster |                 |
| Team Mojje               | Team Strömstedt |

### Program 5
Sändes den 17 april 2010.
Låt 1:
1. Team Picasso - Alone (Heart)
2. Team Strömstedt - I'll be there for you (The Rembrandts)
3. Team Moraeus - Michelangelo (Björn Skifs)
4. Team Rongedal - I want you back (The Jackson 5)

Låt 2:
1. Team Picasso - Fritiof och Carmencita (Evert Taube)
2. Team Strömstedt - Änglamark (Evert Taube)
3. Team Moraeus - Visa vid vindens ängar (Mats Paulson team)
4. Team Rongedal - Jag hade en gång en båt (Cornelis Vreeswijk)

#### Resultat
Listar nedan de 2 körer som erhöll minst antal tittarröster.

Den av dessa två körer som är markerad med mörkgrå färg är den kör som efter detta moment tvingats lämna programmet.
| Lägst antal tittarröster |               |
| Team Strömstedt          | Team Rongedal |

### Program 6
Sändes den 24 april 2010, programmet gästades av Malena Ernman.
Låt 1:
1. Team Picasso - Jump (Pointer Sisters)
2. Team Rongedal - Eiffeltornet (Ted Gärdestad)
3. Team Moraeus - Det är vi ändå (BAO)

Låt 2:
1. Team Picasso - Time to say goodbye (Francesco Sartori)
2. Team Rongedal - (La Donna E Mobile)
3. Team Moraeus - Beethovens 9:a, Europahymnen (Ludwig van Beethoven)

#### Resultat
Listar nedan de 2 körer som erhöll minst antal tittarröster.

Den av dessa två körer som är markerad med mörkgrå färg är den kör som efter detta moment tvingats lämna programmet.
| Lägst antal tittarröster |              |
| Team Rongedal            | Team Picasso |

### Program 7 - finalen
Sändes den 1 maj 2010.
Team Moraeus:
1. Du måste finnas (Kristina från Duvemåla)
2. Underbart (Moraeus/Johansson)

Team Picasso:
1. Over the hills and far away (Gary Moore)
2. They dont care about us (Michael Jackson)

Duell:
1. Anthem (Chess)

#### Resultat
Listar nedan den kör som erhöll flest antal tittarröster och därmed vann Körslaget 2010.
| Vinnaren     |
| Team Moraeus |